# ليتيتيا ويتهول
ليتيتيا ويتهول (بالإنجليزية: Laetitia Withhall)‏ (من مواليد 30 أغسطس 1881- 11 مارس 1963) هي شاعرة وكاتبة أسترالية. بالإضافة إلى كونها ناشطة في حقوق المرأة إذ نظَّمت حملة في المملكة المتحدة لصالح الاتحاد الاجتماعي والسياسي للمرأة تحت اسم ليزلي هول. في أثناء فترة محكوميتها في السجن قررت ويتهول الإضراب عن الطعام، لكنها أُجبِرت بشكل قسري على تناول الطعام، ما دعا الاتحاد الاجتماعي والسياسي للمرأة منحها وسام الإضراب عن الطعام الموجود حاليًا ضمن المكتبة الوطنية الأسترالية.

## سنواتها الأولى

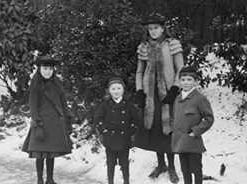
الناشطة في مجال حق المرأة في التصويت ليتيسيا ويذال مع أشقائها أوزبورن وأديلايد وريتشارد ويذال حوالي عام 1891

وُلدت ويتهول في أديلايد في أستراليا عام 1881، وهي ابنة لويزا مارغريت (اسمها قبل الزواج ريد) (1858-1951) والمهندس المعماري لاثام ألبرت ويتهول بريطانيّ الأصل (1853-1925) وانتقلت مع عائلتها إلى المملكة المتحدة عندما كانت في السابعة من عمرها؛ بقيت هناك طيلة حياتها ولكنها لم تنسَ قطّ مسقط رأسها.

## النشاطية
اعتُقلت ويتهول للمرة الأولى في 18 سبتمبر عام 1909 في بيرمينغهام، وكانت تُطلق على نفسها اسم ليزلي هول (وهو الاسم الذي اعتمدته لكي تتجنب إحراج والديها). في 21 ديسمبر عام 1909، إلى جانب سيلينا مارتن، اقتربت ويتهول من رئيس الوزراء آنذاك هربرت أسكويث بينما كان يخرج من سيارته بهدف التحاور معه حول موضوع حقوق المرأة. لم يستجب رئيس الوزراء لهما، ما دفع مارتن إلى أن ترمي بزجاجة فارغة من جعة الزنجبيل على سيارته الفارغة. اعتقلتهما الشرطة على الفور وأُبقيتا تحت الإقامة الجبرية مدة 6 أيام. رُفض أمر دفع كفالتهما، على الرغم من أن مارتن وعدت بأن تمتنع هي وويتهول عن نشاطهما النضالي حتى موعد محاكمتهما. نُقلت السيدتان إلى سجن والتن غول وتم التعامل معهما بعنف شديد وكأنهما مجرمتان مدانتان.
يوم الإثنين، 27 ديسمبر عام 1909، أُحيلت السيدتان إلى المحكمة مرة أخرى حيث حُكم على ويتهول/هول بالسجن مدة شهر مع الأعمال الشاقة أما مارتن فحُكم عليها بالسجن مدة شهرين. بعودتهما إلى السجن، رفضتا ارتداء اللباس الخاص بالمسجونين وبدأتا بإضراب عن الطعام. بعد ذلك أُلبست كل منهما سترة قيد ووضِعتا في زنزانة التعذيب. لجأت السلطات إلى الإطعام القسري بعد أن بدأ جسداهما بالضعف حتى 3 فبراير عام 1910 حين أُطلق سراحهما.
في تلك الأثناء، نُشرت أخبار تعذيبهما داخل السجن على نطاق واسع، بعد أن صرَّحتا بالأمر لمجموعة من الأصدقاء في أثناء جلسة محاكمتهما. نفى وزير الداخلية آنذاك هيربرت غلادستون قولهما بتصريح له لصحيفة التايمز، وادّعى أن سبب رفض كفالتهما كان عدم قبولهما خيار حُسن التصرف لحين موعد محاكمتهما وأنه لم يُستخدم العنف ضدهما وحتى إنهما لم تشتكيا من الأمر إطلاقًا. أصبح التصريح الضعيف لغلادستون سيرة على كل لسان، لم تكن حُججه كافية أمام الأدلة الواضحة التي تُثبت عدم صحة كلامه.
وُضِع اسم ويتهول من بين الأسماء الموجودة على لائحة الشرف التي صُممت في جامعة غلاسكو للفنون على يد آن مكبيث (1875-1948) وتلامذتها، وهذه اللائحة موجودة اليوم داخل متحف لندن.

## سنواتها الأخيرة
كونها شاعرة ومؤلفة مهتمة بالمسائل الروحية، تضمنت كتابات ويتهول مجموعة من الكتب من بينها: مسافر عبر الزمن: لمحات عن ماضي الروح (1928)، والنافذة وقصائد أخرى (1927)، وعن التأمل والصلاة (1934)، والصلاة. حديث بسيط (1932)، وعندما تذهب أنصاف الآلهة: تكوين روحاني (1922).
في عام 1939، كانت ويتهول تعيش في حيّ ليندن أفينيو في برودسترز في كينت حيث توفيت عام 1963 عن عمر يناهز 82 عامًا ولم تتزوج قط.
في عام 1961، في الـ 80 من عمرها، مُنُحت ويتهول وسام الإضراب عن الطعام لمجموعة المكتبة الوطنية الأسترالية.